# Seilbahn Ochsenkopf-Süd
Die Seilbahn Ochsenkopf-Süd ist eine 1884 Meter lange Gondelbahn im Fichtelgebirge, die von Fleckl in der Gemeinde Warmensteinach auf den Gipfel des Ochsenkopfs führt.

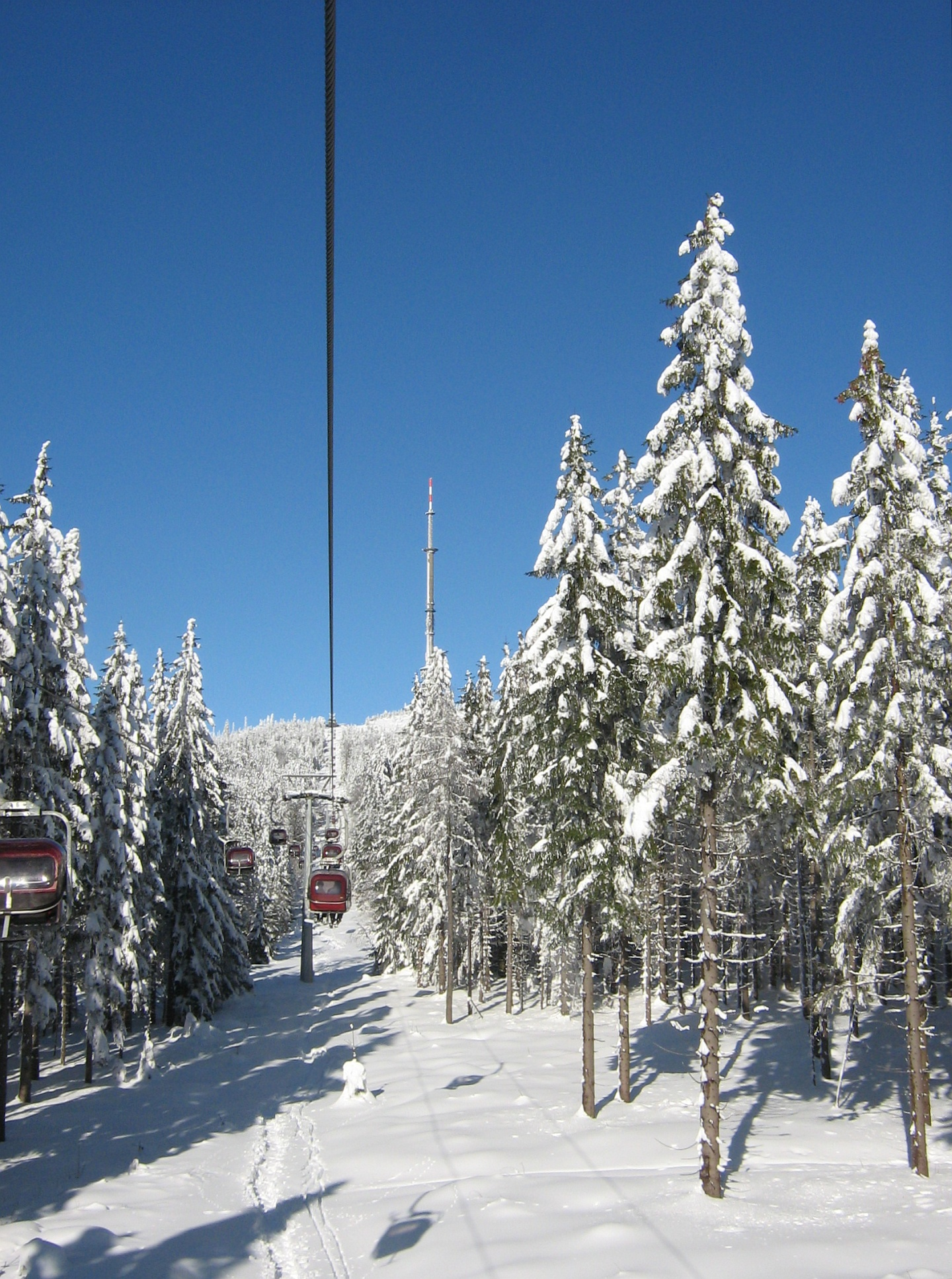
Sesselbahn Süd (2010)

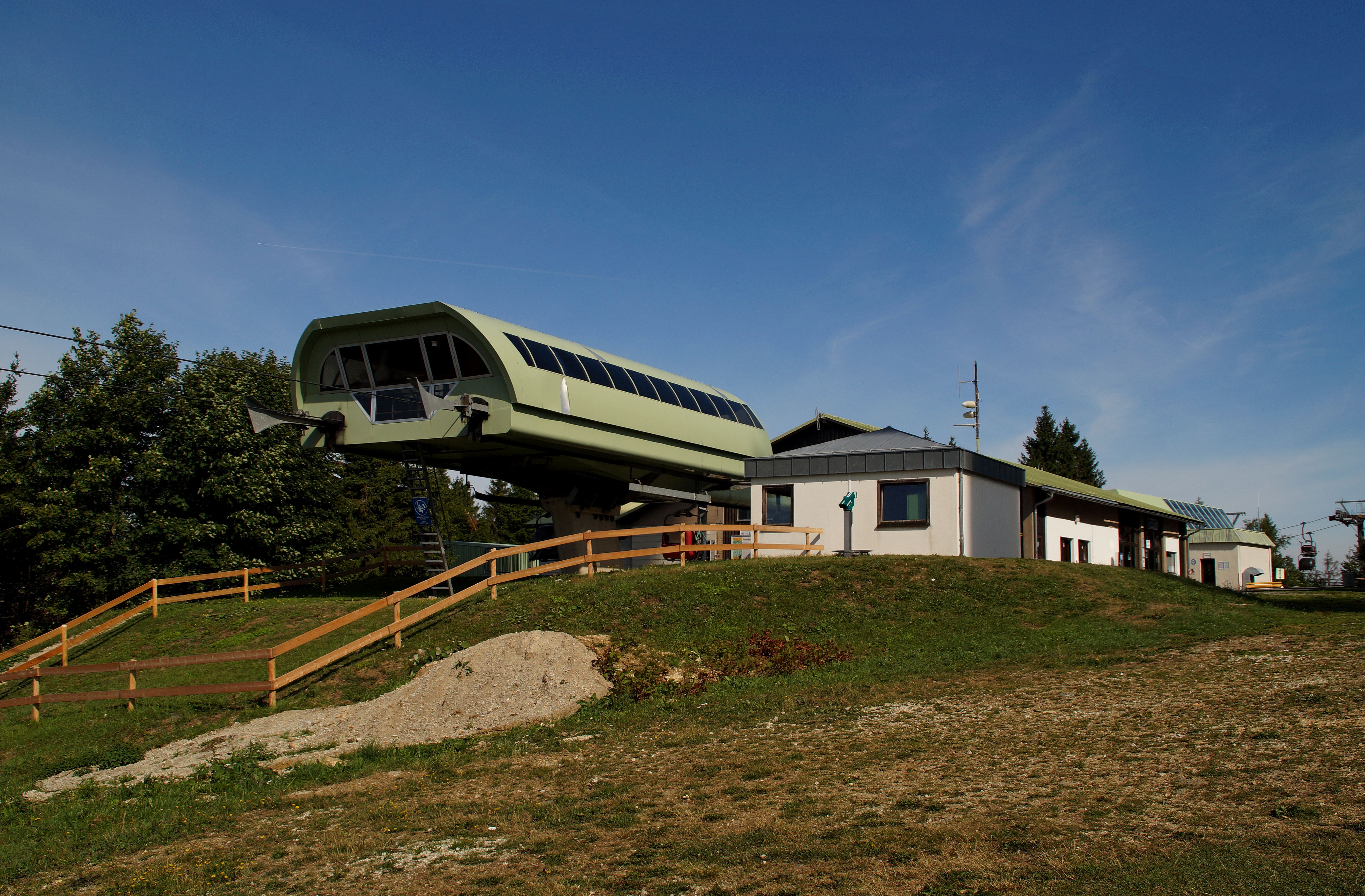
Die ehemaligen Bergstationen der Sesselbahnen Süd (vorn) und Nord (hinten) lagen nahe dem Gipfel dicht beieinander

## Geschichte

### Sesselbahn

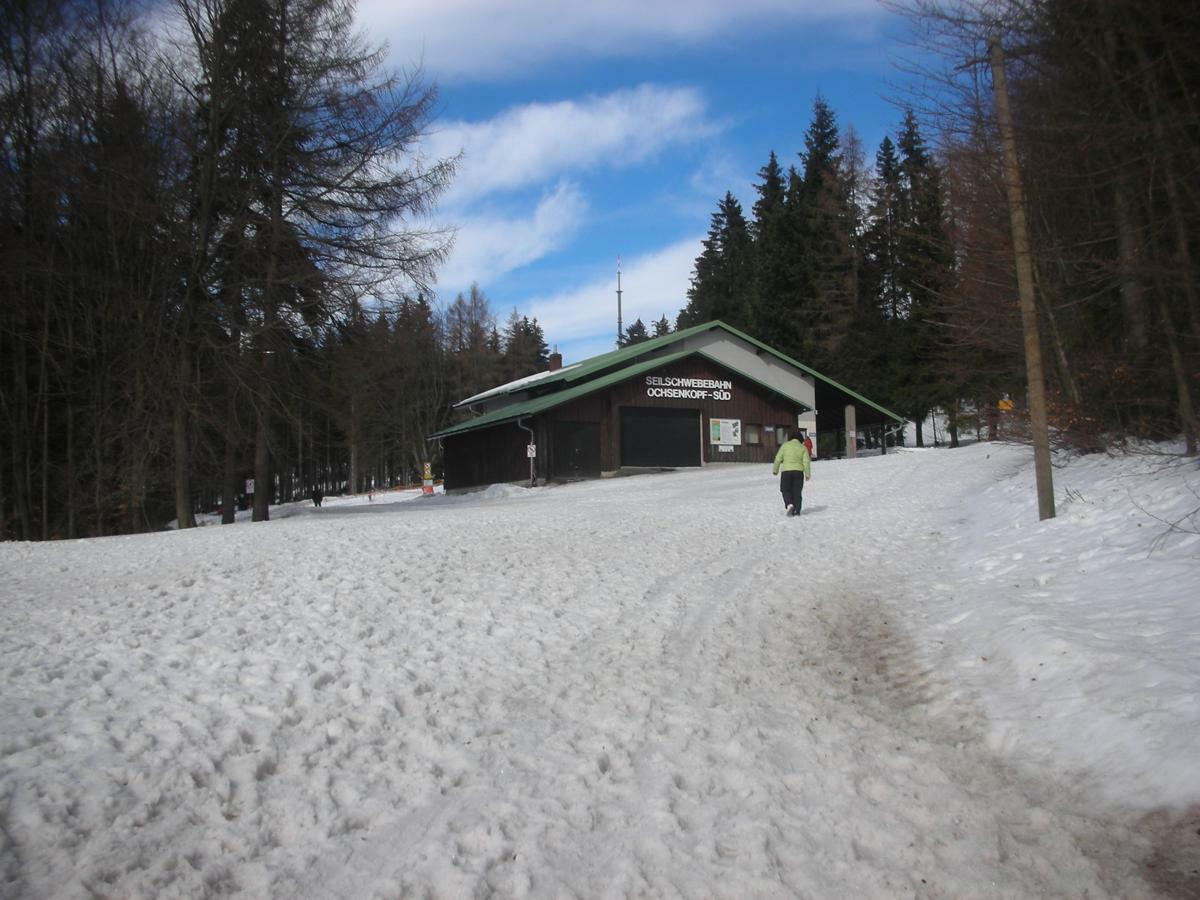
Talstation der Sesselbahn in Fleckl

Der Vorläufer der Gondelbahn, die Sesselbahn Ochsenkopf-Süd, wurde im Jahr 1997 vom italienischen Seilbahnhersteller Leitner aus Sterzing gebaut. Da die Zweisitzer-Kabinen zum Ein- und Ausstieg vom Förderseil abgekuppelt werden, lief jenes mit nahezu doppelter Geschwindigkeit um. Ein besserer Wind-, Wetter- und Kälteschutz wurde durch bewegliche Plastikkuppeln erreicht, die die Sitzbänke vollständig überdeckten, während der Fahrt aber geöffnet werden konnten. Nach der Stilllegung der Sesselbahn Ochsenkopf-Nord war sie die vorletzte von einst nur drei Seilbahnen weltweit ihrer Art. Letzter Betriebstag der alten Bahn war der 18. Februar 2024.

### Gondelbahn
Im Jahr 2024 wurde die bestehende Seilbahn mit 14 Masten durch eine kuppelbare 10er Gondelbahn mit 11 Masten sowie einer neuen Tal- und Bergstation ersetzt, wobei die Seilbahnachse unverändert blieb. Der Neubau kostete rund 14,6 Millionen Euro. Die Bauarbeiten begannen im März 2024 und endeten Anfang Dezember 2024.
Die 1884 Meter lange neue Seilbahn überwindet einen Höhenunterschied von 249,75 Metern. Das rund 3800 Meter lange und 35,5 Tonnen schwere Seil besteht aus sechs Litzen mit je 36 Drähten, die um eine schwarze Kunststoffseele gelegt sind. Anfang September 2024 wurde es auf einer Länge von 57,60 Metern verspleißt.
Am 6. Dezember 2024 wurde die neue Gondelbahn eingeweiht, tags darauf wurde sie für die Öffentlichkeit freigegeben. Bei Windgeschwindigkeiten von mehr als 17 m/s wird der Bahnbetrieb eingestellt.

## Betrieb
Gemeinsam mit der in Bischofsgrün beginnenden Seilbahn Ochsenkopf-Nord erschließt die Gondelbahn im Winter das Skigebiet des Ochsenkopfs. Im Sommer können mit der Seilbahn Fahrräder auf den Gipfel transportiert werden. Unter der Lifttrasse verläuft eine Mountainbike Single-Trail-Strecke.